# Kate Murtagh
Kate Murtagh (Los Angeles, 29 ottobre 1920 – Woodland Hills, 10 settembre 2017) è stata un'attrice statunitense.

## Biografia

### Primi anni di vita
I genitori di Kate Murtagh erano entrambi musicisti di successo. Sua madre Wootson Davis, che era originaria di Sikeston, si trasferì a New York all'inizio degli anni dieci per studiare canto. Nel 1914 Davis sposò Henry B. Murtagh, un organista teatrale, pianista, direttore d'orchestra e compositore a cui vennero assegnati vari incarichi nelle principali città degli Stati Uniti. Tra il 1920 e il 1922, Henry Murtagh lavorò per il Liberty Theatre di Portland. Nel 1920 vinse un concorso grazie alla sua composizione Oregon, My Oregon che, dal 1927, divenne l'inno dell'Oregon.
Nel settembre del 1920 Henry B. Murtagh iniziò a lavorare per il Grauman's di Los Angeles. A partire dall'aprile del 1924, Murtagh venne messo sotto contratto dal teatro di Lafayette Square a Buffalo. Alla fine del decennio, iniziò a operare presso il nuovo Paramount Theatre di Brooklyn.

### Carriera
Negli anni trenta, Kate Murtagh formò le Murtah Sisters assieme alle sorelle Jean e Onriett. Le tre artiste presero parte a numerosi spettacoli fino al loro scioglimento, avvenuto negli anni quaranta.
Nel 1949, Murtagh impersonò Melissa Tatum della commedia di Broadway Texas Li'l Darlin. Quel ruolo le permise di apparire in trasmissioni televisive come quella di Zeke Manners (1950), mandata in onda su WJZ-TV, e The Billy Rose Show (1951).
Sebbene si fosse dedicata con una certa costanza al disegno e alla pittura già negli anni quaranta, il suo fumetto Annie and Fannie uscì in syndication dallo United Feature Syndicate di New York soltanto nel 1955.
Murtagh apparve in film come Colazione da Tiffany (1961), Lo strangolatore della notte (1973), Dirty O'Neil (1974), Switchblade Sisters (1975), La macchina nera (1977), Doctor Detroit (1983) e Waxwork 2 - Bentornati al museo delle cere (1992). Entrò anche nella parte di Iona Dobson della serie It's a Man's World.
Murtagh viene soprattutto ricordata perché compare sulla celebre copertina del bestseller dei Supertramp Breakfast in America (1979). In tale immagine, l'attrice impersona una cameriera sorridente di nome "Libby" che regge un vassoio con un bicchiere di succo d'arancia in una mano, e un menu nell'altra, emulando la posa della Statua della Libertà. Sullo sfondo della copertina si vede la città di New York.

### Ultimi anni e morte
Murtagh smise di recitare nel 1999. L'attrice trascorse i suoi ultimi anni di vita presso il Motion Picture & Television Country House and Hospital (MPTCHH), dove prese lezioni di improvvisazione. Murtagh morì nella struttura ospedaliera il 10 settembre 2017, all'età di 96 anni.

## Filmografia parziale

### Cinema
- Colazione da Tiffany (Breakfast at Tiffany's), regia di Blake Edwards (1961)
- Dirty O'Neil, regia di Leon Capetanos e Lewis Teague (1974)
- Switchblade Sisters, regia di Jack Hill (1975)
- Marlowe, il poliziotto privato (Farewell, My Lovely), regia di Dick Richards (1975)
- La macchina nera (The Car), regia di Elliot Silverstein (1977)
- Doctor Detroit, regia di Michael Pressman (1983)
- Waxwork 2 - Bentornati al museo delle cere (Waxwork II: Lost in Time), regia di Anthony Hickox (1992)

### Televisione
- Io e i miei tre figli (My Three Sons) – serie TV, episodi 1x06-4x12 (1960-1963)
- L'impareggiabile Glynis (Glynis) – serie TV, episodio 1x09 (1963)
- Ai confini della realtà (The Twilight Zone) – serie TV, episodio 5x32 (1964)
- A Man Called Shenandoah – serie TV, episodio 1x11 (1965)
- Lo strangolatore della notte (The Night Strangler), regia di Dan Curtis – film TV (1973)
- Autostop per il cielo (Highway to Heaven) – serie TV, episodio 2x20 (1986)